# Schloss Pourtalès

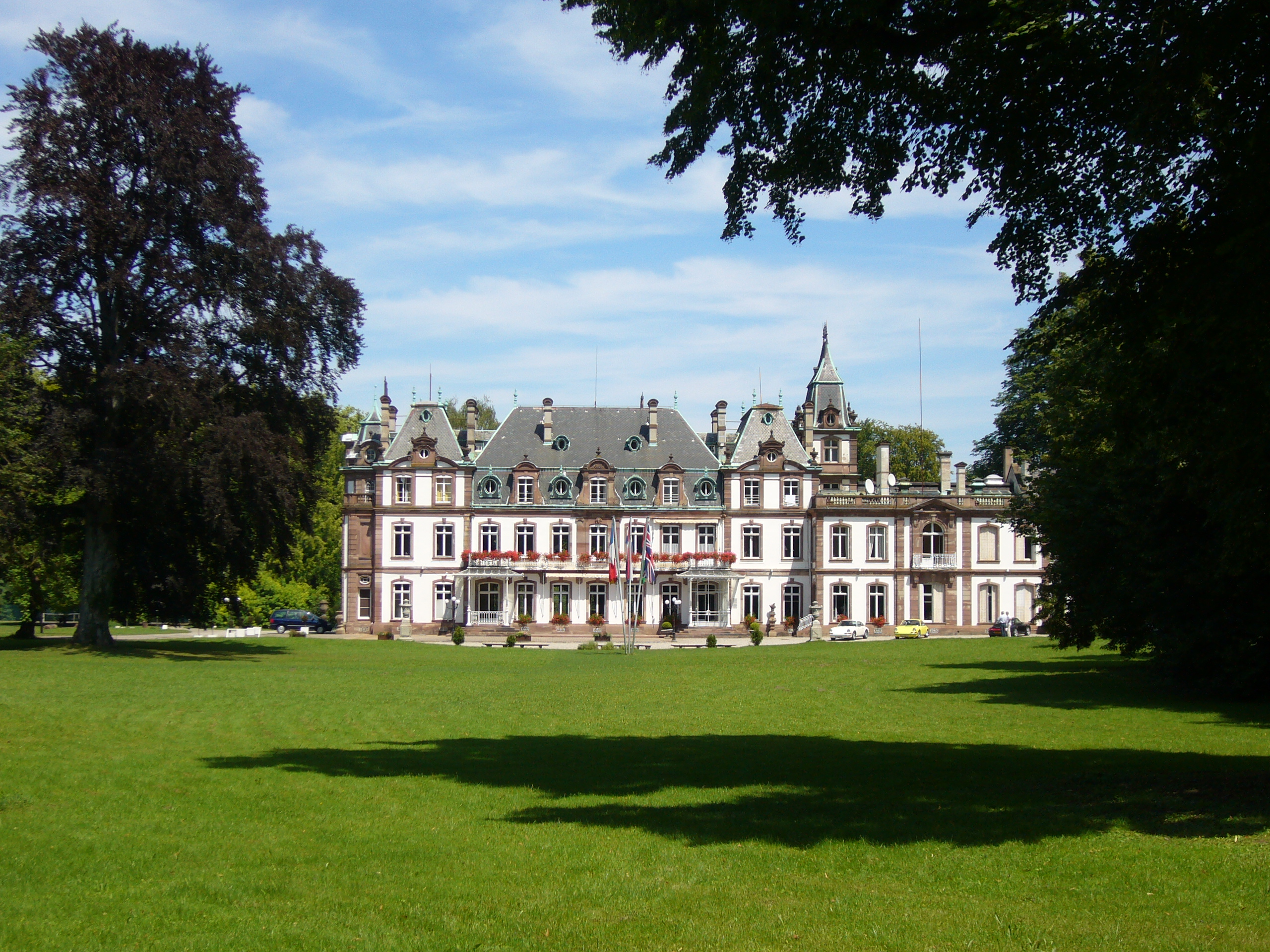
Schloss Pourtalès

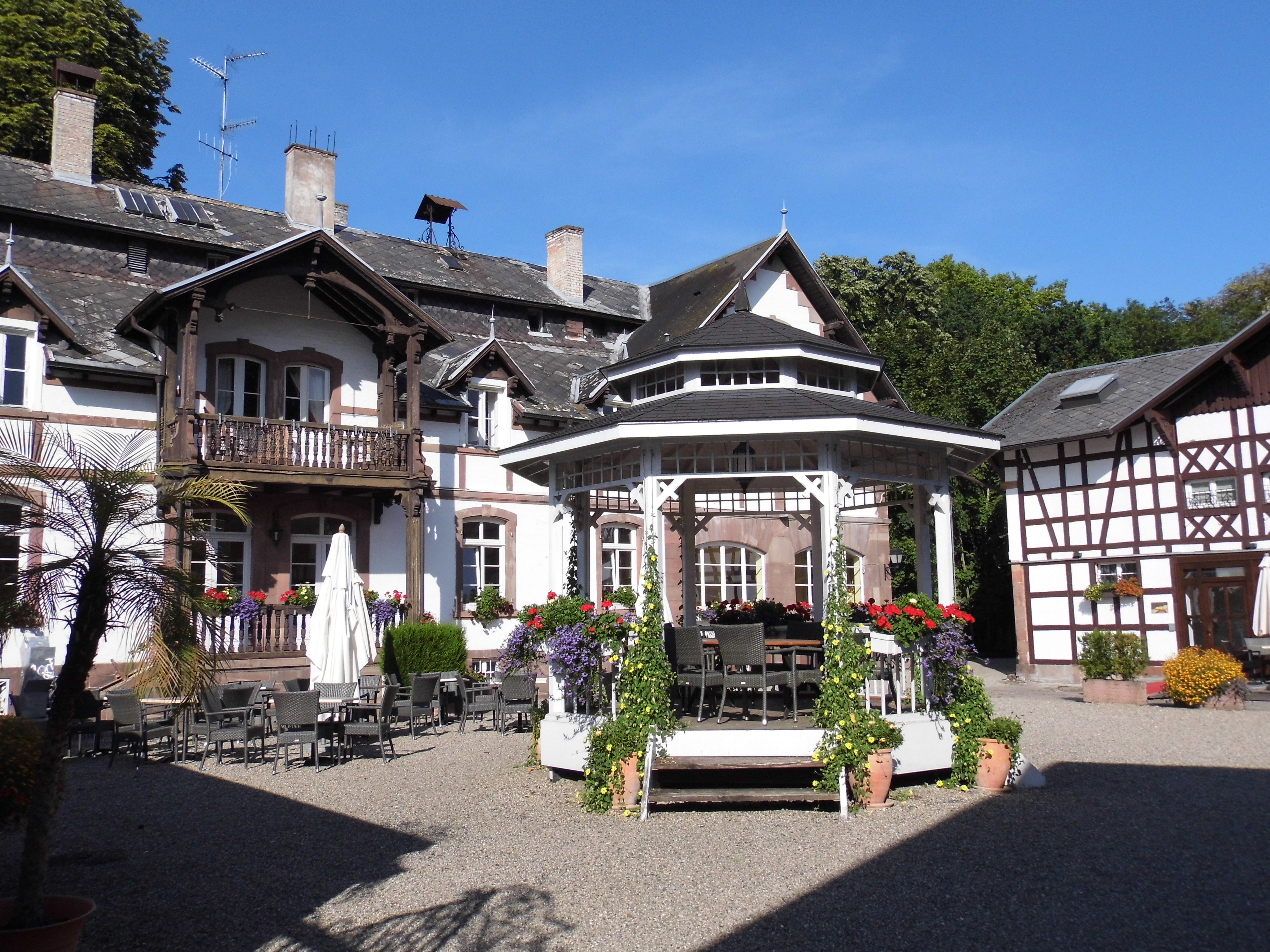
Nebengebäude

Das Schloss Pourtalès (französisch Château de Pourtalès) ist ein Schloss in Straßburg. Es steht seit 1984 als Monument historique unter Denkmalschutz.

## Geschichte
Das ursprüngliche Landgut im Norden des Stadtteils Robertsau wurde 1750 von dem königlichen Festungsbaumeister Joseph Guérault erbaut, der auch den Ausbau der Stadtbefestigungen des 18. Jahrhunderts in Straßburg leitete.
1784 erwarb der Baron de Coehorn das Gut Robertsau. 1802 kaufte der Bankier Athanase Paul Renouard de Bussière den Landsitz. Sein Sohn Baron Alfred Renouard de Bussière (1804–1887) war mit Sophie Mélanie de Coehoorn verheiratet. Um 1840 ließ er einen Park im englischen Gartenbaustil anlegen, 1844 wurde das Gebäude umgebaut und im Louis-seize-Stil eingerichtet. Ihnen folgte als Alleinerbin die Tochter Mélanie Renouard de Bussière. Verheiratet war sie seit 1857 mit dem Bankier Graf Edmond de Pourtalès (1828–1895), Sohn des James Alexander de Pourtalès-Gorgier, einem Finanzier aus dem Schweizer Neuchâtel, wohin sich die ursprünglich südfranzösische Familie de Pourtalès unter Ludwig XIV. als Hugenotten geflüchtet hatte. Der Park wurde von Gräfin Mélanie und Graf Edmond weiter ausgebaut, die dem Schloss auch seinen jetzigen Namen gaben. Sie entschlossen sich, das Gebäude erneut umbauen zu lassen und im großen Stil zu modernisieren. So ließen sie ab 1887 das Schloss vom Architekten Charles-Jules Breffendille umgestalten und Nebengebäude herstellen. Das Innere wurde zum Teil im Louis-seize- und Napoleon-III.-Stil ausgestattet. 1907 wurde von den Straßburger Architekten Gustave Krafft und Jules Berninger Anbauten errichtet, in dessen Räumen eine holzvertäfelte Bibliothek einrichtete. Comtesse Mélanie lud regelmäßig zu gesellschaftlichen Anlässen, den sogenannten Salons ein. Das Schloss wurde bald zum beliebten Treffpunkt des europäischen Hochadel, der Politik und Gesellschaft. Zu den Besuchern des Schlosses gehörten König Ludwig II. von Bayern, Kaiser Wilhelm II., König Leopold II. von Belgien und Königin Marie Henriette, der Prince of Wales Albert Eduard (späterer König Eduard VII.), Prinz Napoléon, Fürst Klemens von Metternich, Franz Liszt, Albert Schweitzer und Léon Bakst. Nach dem Tod von Gräfin Melanié 1914 führte deren Tochter Agnès diese Salons weiter. Ab 1939 stand das Schloss dann erst leer und wurde während des Zweiten Weltkrieges als Lazarett, Soldatenquartier und Flüchtlingsheim genutzt.
Danach diente das Schloss ab 1951 als Ausbildungsort einer osteuropäischen Universität, doch das „Free Europe College“ musste bald wegen des dichter werdenden Eisernen Vorhangs geschlossenen werden. Das Schloss geriet in Vergessenheit und wurde dem Verfall preisgegeben. In sprichwörtlich letzter Minute erwarben 1972 Walter Leibrecht und dessen Ehefrau Lydia Leibrecht den baufälligen Gebäudekomplex, renovierte diesen aufwändig und rettete somit dieses geschichtsträchtige und historisch wertvolle Anwesen. Leibrecht brachte im Schloss den französischen Campus der von ihm gegründeten Schiller International University unter. Einen Teil des Parks erwarb die Stadt und machte ihn öffentlich zugänglich. Inzwischen ist Harald Leibrecht, jüngster Sohn von Walter Leibrecht und dessen Familie Eigentümer des Schlosses. Weiterhin beherbergt das Schloss internationalen Studenten. Ferner entstand im Schloss und Nebengebäude ein Hotel. Ab Oktober 2019 stehen den Gästen weitere Hotelzimmer und Tagungsräume in einem Neubau zur Verfügung. Regelmäßig finden im Schloss Konzerte und Symposien statt.

## Architektur
Der älteste Teil des kleinen Schlosses ist ein zweigeschossiges barockes Herrenhaus mit Mansardwalmdach, Risaliten und zwei Eisenpavillons. Auf der westlichen Schmalseite sitzen zwei viereckige, viergeschossige Ausluchten und dazwischen eine oktogonale mit drei Geschossen. Auf der östlichen Schmalseite sitzt ein quadratischer Turm. Östlich davon steht der im Napoleon III.-Stil erbaute Pavillon mit Flachdach. Daran schließt sich ein Wirtschaftshof mit Nebengebäuden und Pavillon an. Im großen Park befinden sich mehrere Nebengebäude, Brunnen, Skulpturen, ein Taubenhaus, ein Wasserturm und Teiche.